# Luis Ulacia
Luis Ulacia (L'Avana, 24 settembre 1963) è un giocatore di baseball cubano.

## Palmarès

### Olimpiadi
- Oro a Barcellona 1992;
- Oro a Atlanta 1996;
- Argento a Sydney 2000.

### Campionato mondiale di baseball
- Oro a Olanda 1986;
- Oro a Roma 1988;
- Oro a Edmonton 1990;
- Oro a Taipei 2001.